# Перский, Тимофей Гаврилович
Тимофей Гаврилович Перский (? — 1809) — капитан-командор, участник русско-турецкой войны 1787—1792 годов.

## Биография
Поступив кадетом в Морской корпус 5 февраля 1766 года, Тимофей Перский 9 марта 1780 года был произведён в гардемарины, 1 мая 1782 года — в мичманы, а 1 мая 1785 года — в лейтенанты. За это время он ежегодно находился в плаваниях в Балтийском и Чёрном морях и сделал переходы до Ла-Манша и Лиссабона, а в 1782 году был командирован в Донскую флотилию.
Участвовал в русско-турецкой войне; 7 июня 1788 года был произведён в капитан-лейтенанты; 17-го числа того же месяца, командовал батареей № 4 в составе гребного флота и за храбрость, проявленную им в этом сражении, был награждён золотой шпагой «За храбрость» и 22 июля — орденом Святого Георгия 4-й степени (№ 254 по кавалерскому списку Судравского и № 532 по списку Григоровича — Степанова)
За отличные подвиги, оказанные в 3-х-дневном поражении морских турецких сил в 788 году на лимане при Очакове.
В ту же кампанию Перскому пришлось участвовать в сражениях с турецким флотом при Керченском проливе и у Гаджибея (в 1790 году), а в следующем году — при Калиакрии. За последнее сражение он получил орден Святого Владимира 4-й степени.
С 1792 года служба Перского протекала почти всё время в плавании по Чёрному морю и командовании различными кораблями Черноморского флота: «Макроплия», «Князь Владимир», «Исидор» и «Назарет». Был произведён в капитаны 2-го ранга 23 сентября 1797 года, в капитаны 1-го ранга — 9 мая 1799 года.
В 1804 году, командуя кораблём «Исидор», плавал с отрядом из 3-х кораблей для высадки десантных войск к берегам Мингрелии и в 1805 году с той же целью ходил из Севастополя к острову Корфу и обратно. С 11 января 1807 года — капитан-командор.
Умер 10 (22) июня 1809 года.